# Lahti Basketball
El Lahti Basketball es un equipo de baloncesto finlandés con sede en la ciudad de Lahti, que compite en la Korisliiga. Disputa sus partidos en el Lahti Energia Arena, con capacidad para 1950 espectadores.

## Historia
El Lahti Basketball surgió en 2015 tras la quiebra del anterior equipo de la ciudad ese mismo año, el Namika Lahti. El club hizo una clara distinción con el anterior club y enfatizó que eran un equipo completamente nuevo.
Partiendo de la tercera división del país, en su primera temporada logró el ascenso a la Division A, el segundo nivel finés. En su primera temporada en la categoría acabó en la primera posición de la temporada regular, pero perdió la final del playoff de ascenso con el Espoo United.
Finalmente, en la temporada 2018-19 logró el ascenso a la Korisliiga, tras quedar nuevamente primero en la fase regular y ganar el playoffs de ascenso.

## Posiciones en Liga
| Temporada | Nivel | Liga         | Pos. | Copa de Finlandia |
| --------- | ----- | ------------ | ---- | ----------------- |
| 2015-16   | 3     | Division I B | 2º   | -                 |
| 2016-17   | 2     | Division A   | 1º   | -                 |
| 2017-18   | 2     | Division A   | 4º   | -                 |
| 2018-19   | 2     | Division A   | 1º   | -                 |
| 2019-20   | 1     | Korisliiga   | 9º   | -                 |

## Palmarés
- Campeón de la Division I B: 2016
- Campeón de la Division A: 2019